# Liste der Universitäten im Libanon
Dies ist eine Liste der Universitäten im Libanon.

## Staatliche Universitäten
- Libanesische Universität, Beirut, Tripoli, Zahlé, Haddath

## Kirchliche Universitäten
- Universität Balamand, Kloster Balamand nahe Tripoli
- Universität St. Esprit, Kaslik
- Universität St. Joseph, Beirut-Aschrafija
- Universität des Mittleren Ostens, Beirut (Middle East-University)
- Universität La Sagesse, Beirut
- Haigazian-Universität, Beirut
- Universität Antonine in Hazmieh und Haddath
- Notre-Dame-Universität – Louaize, Zouk Mosbeh
- Near East School of Theology, Beirut

## Muslimische Universitäten
- Islamische Universität des Libanon (IUL), Beirut (Université Islamique du Liban)
- Jinan-Universität, Tripoli, Beirut (Université Jinan)

## Private Universitäten (beide kirchlichen Ursprungs)
- Amerikanische Universität Beirut (AUB)
- Libanesisch-Amerikanische Universität (LAU)